# Low Roar
Low Roar é uma banda islandesa de pós-rock/música eletrônica criada pelo americano expatriado Ryan Karazija.

## História
Depois de liderar a banda de rock indie sediada na Califórnia Audrye Sessions de 2002 a 2010, Ryan Karazija se mudou para Reykjavík, Islândia e iniciou o novo projeto Low Roar, lançando um álbum autointitulado em 2011. Durante esse período, o baterista islandês Logi Guðmundsson passou a integrar a banda em suas apresentações. 
Um segundo álbum, 0, foi lançado em 2014 pela Tonequake Records, seguido por Once in a Long, Long While... em meados de 2017. O álbum Ross foi lançado em novembro de 2019, seguido pelo álbum "maybe tomorrow..." em 2021.
A discografia da banda aparece fortemente no jogo eletrônico de 2019 Death Stranding, seguindo uma colaboração com o designer de videogames Hideo Kojima, depois que Kojima encontrou sua música enquanto estava em uma loja de CDs em Reykjavík. Kojima descreveu a música de Low Roar como "sensual" e "única". Quando a Sony entrou em contato com a banda pela primeira vez para licenciar sua música para Death Stranding, a banda estava tendo dificuldades, com muitas de suas músicas sendo gravadas em um laptop na cozinha de Karazija. O uso da música de Low Roar no jogo teve um impacto positivo significativo na popularidade da banda.
Em 2021 eles gravaram a música "Feels" para o jogo mobile Arknights, depois lançaram  na integra com o título "Fade Away" no álbum "maybe tomorrow..." ainda em 2021.
Ryan faleceu em 29 de outubro de 2022, aos 40 anos. Horas após o anúncio, foi revelado que a morte se deveu a complicações de uma pneumonia. Também foi anunciado que o sexto e último álbum da banda, o qual já estava sendo produzido, ainda será lançado eventualmente.

## Discografia

### Álbuns
- Low Roar (2011)
- 0 (2014)
- Once in a Long, Long While... (2017)
- Ross (2019)
- maybe tomorrow... (2021)

### EPs
- Remix - EP (2015)
- Inure (2020)

### Álbuns ao-vivo
- Live at Gamla Bíó (2015)

### Singles
- The Sky Is Falling (2018)
- Everything To Lose (2021)
- Hummingbird (2021)